# Luigi Borfico
Luigi Borfico (Genova, 4 marzo 1899 – Genova, 30 dicembre 1982) è stato un calciatore italiano, di ruolo attaccante.

## Carriera
A partire dalla stagione 1919-1920 disputa complessivamente con l'Andrea Doria 76 partite in massima serie segnando 8 gol fino alla stagione 1926-1927.
In seguito milita nel Sestri Levante.